# Castro Coleman
Castro Coleman (* 25. August 1976 in McComb, Mississippi, USA), bekannt als Mr. Sipp, ist ein US-amerikanischer Blues- und Gospelsänger, Gitarrist, Songwriter, Produzent und Labelbetreiber. In beiden musikalischen Genres wurde er vielfach ausgezeichnet.

## Biografie
Castro Coleman wurde 1976 in Magnolia nahe McComb (Mississippi) geboren. Mit sechs Jahren hörte er B. B. King und begann Gitarre zu spielen. Mit acht Jahren tourte er mit der Gospelgruppe seiner Tante.
Coleman war Gitarrist verschiedener Gospelgruppen, darunter The Pilgrim Jubilees, The Canton Spirituals und The Sensational Williams Brothers. 1996 gründete er die Gruppe The True Believers, die bei Blackberry Records zwei Alben veröffentlichte. Dann bekamen sie einen Vertrag bei Malaco Records, wo 2007 ihr Album In This Place erschien. Neben den True Believers gründete er Castro Coleman and Highly Favored, die ebenfalls erfolgreich waren. Neben seiner Arbeit als Musiker, Produzent und Songwriter für Blackberry gründete er sein eigenes Label Baby Boy Records.
2012 wandte sich Coleman dem Blues zu und nannte sich Mr. Sipp (für „Mississippi“). Sein erstes Bluesalbum It’s My Guitar, bei dem er alle Instrumente selbst spielte, veröffentlichte er auf seinem Label Baby Boy Records. Mit seiner Band nahm er im Herbst 2012 an einem regionalen Blueswettbewerb der Vicksburg Blues Society teil und gewann. Im Januar 2013 reiste er nach Memphis, wo er das Finale der International Blues Challenge erreichte. Im Herbst 2013 gewann er erneut den regionalen Wettbewerb, kehrte 2014 nach Memphis zurück und gewann diesmal die International Blues Challenge mit seiner Band sowie den Gibson Guitar Award als bester Gitarrist.
Im selben Jahr erhielt Coleman von der Jus’ Blues Foundation den Bobby Rush Entertainer of the Year Award. 2015 gewann er mehrere Jackson Music Awards, darunter International Male Blues Artist, Blues Artist of the Year und Entertainer of the Year.
2015 veröffentlichte er bei Malaco Records das Album The Mississippi Blues Child, das bei den Blues Music Awards in der Kategorie „Best New Artist Debut“ ausgezeichnet wurde. Im selben Jahr gewann er den Spirit of Little Walter Award. 2016 war er auch der erste Blueskünstler, dessen Handabdruck in die Wall of Fame im dänischen Frederikshavn aufgenommen wurde. Bei den Living Blues Awards gewann er mit dem Album Knock a Hole in It von 2017 den Preis für das beste zeitgenössische Bluesalbum. 2018 gewann er bei den Jackson Music Awards den Preis als National Blues Artist of The Year.
Am 1. Februar 2019 veröffentlichten Castro und seine wiederbelebte Gospelband The True Believers ein neues Album und eine DVD mit dem Titel Back To The Roots, gefolgt 2021 von The Sound We Grew Up On.
Coleman trat in verschiedenen Filmen auf: so spielte er den ersten Gitarristen von James Brown in dem Film Get on Up (2014), den jungen B. B. King in der Serie Sun Records (2016) und einen Bluesmusiker in Texas Red (2021). Neben seinen musikalischen Unternehmungen ist er in Schulprogrammen tätig, um den Menschen den Blues näherzubringen.

## Auszeichnungen (Auswahl)
- 2012 und 2013: Gewinner der regionalen Blues Challenge der Vicksburg Blues Society[2]
- 2014: Gewinner der International Blues Challenge sowie des Gibson Guitar Award in Memphis (Tennessee)[2]
- 2014: Bobby Rush Entertainer of the Year Award by the Jus’ Blues Foundation[4]
- 2015: International Male Blues Artist, 41st Annual Jackson Music Awards[4]
- 2015: Blues Artist of the Year, 41st Annual Jackson Music Awards[4]
- 2015: Entertainer of the Year, 41st Annual Jackson Music Awards[4]
- 2016: Blues Music Award in der Kategorie „Best New Artist Debut“ für das Album The Mississippi Blues Child[6]
- 2018: Living Blues Award in der Kategorie „Best Blues Album (Contemporary Blues)“ für das Album Knock a Hole In It[2]
- 2024: Grammy-Award-Nominierung in der Kategorie „Best Traditional Blues Album“ für The Soul Side of Sipp[6][7]
- 2024: Grammy Award für das Bluesalbum Basie Swings the Blues des Count Basie Orchestra, an dem Coleman als Songwriter und Gitarrist beteiligt war[1][2][8][9]

## Diskografie (Auswahl)

### Mr. Sipp – The Mississippi Blues Child
- 2013: It’s My Guitar, Baby Boy Records[4][5]
- 2015: The Mississippi Blues Child, Malaco Records[10]
- 2017: Knock a Hole in It, Malaco Records[10]
- 2021: Sippnotized, Malaco Records[10]
- 2024: The Soul Side of Sipp, Malaco Records[2]

### The True Believers
- Steppin’ Out on Faith, Blackberry Records[5]
- Don’t Count Me Out, Blackberry Records[5]
- Live at Home with Family and Friends, Blackberry Records[5]
- 2007: In This Place, Malaco Records[5]
- 2008: Break Through, Malaco Records[5]
- 2018: Back to the Roots, Winds/Malaco[11]
- 2021: The Sound We Grew Up On, Winds/Malaco[11]

Castro Coleman war an zahlreichen weiteren Alben beteiligt.